# جون بيج (سياسي)
جون بيج (بالإنجليزية: John Page)‏ هو سياسي أمريكي، ولد في 17 أبريل 1743 في مقاطعة غلوستر في الولايات المتحدة، وتوفي في 11 أكتوبر 1808 في ريتشموند في الولايات المتحدة. حزبياً، نشط في الحزب الجمهوري الديمقراطي. وقد انتخب حاكم فرجينيا ‏ (1 ديسمبر 1802 – 7 ديسمبر 1805) وانتخب عضو مجلس نواب الولايات المتحدة عن ولاية فرجينيا وانتخب عضو مجلس النواب الأمريكي.